# Mycielin (województwo lubuskie)
Mycielin – wieś w Polsce położona w województwie lubuskim, w powiecie żagańskim, w gminie Niegosławice.
W latach 1975–1998 miejscowość położona była w województwie zielonogórskim.
We wsi znajdował się przystanek kolejowy Mycielin.

## Zabytki

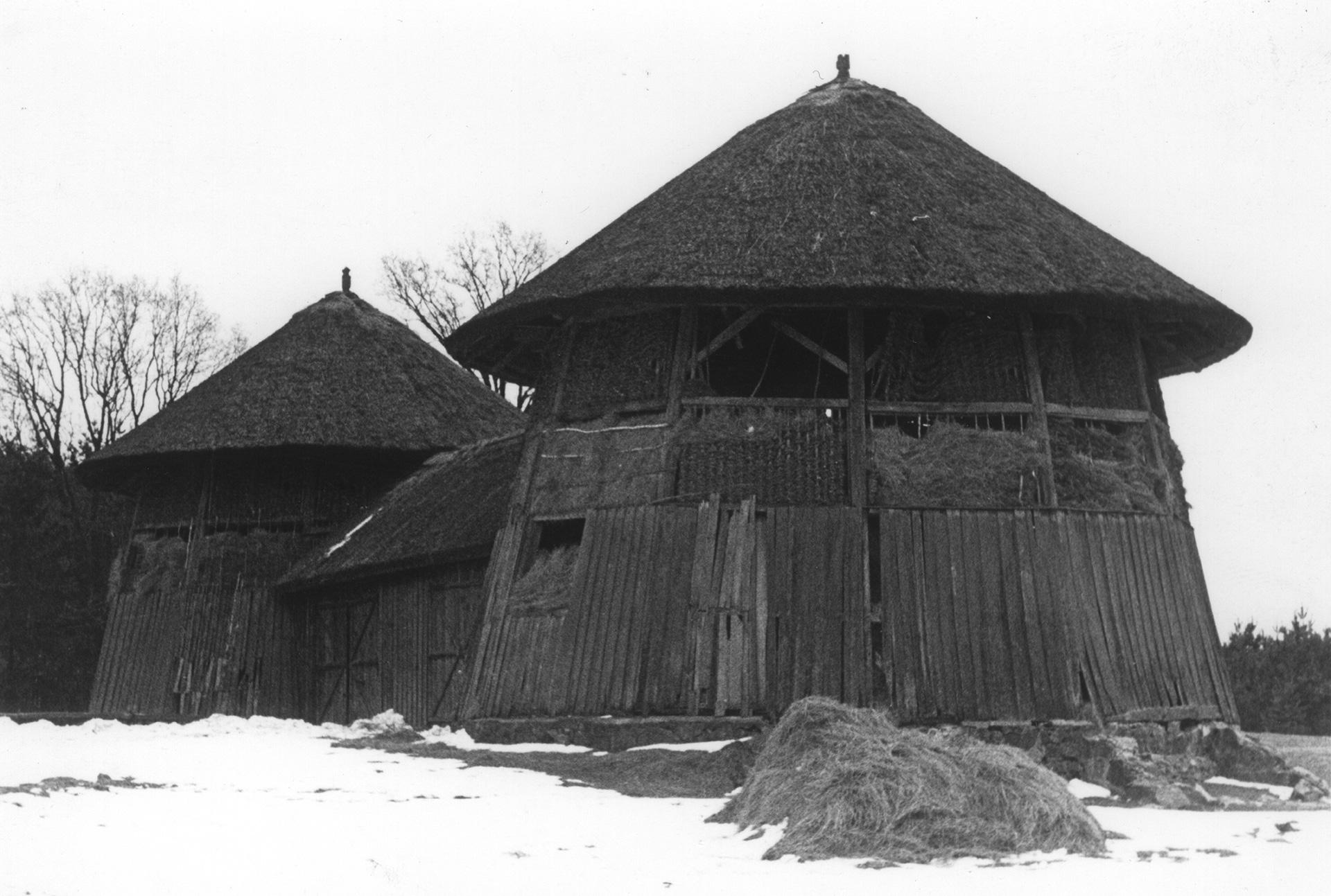
Stodoła okrągła w Mycieline, 1958 r.

Do wojewódzkiego rejestru zabytków wpisane są:
- kościół parafialny pod wezwaniem św. Mikołaja, gotycki z XIII wieku, XVI wieku, XIX wieku; jednonawowy, murowany z kamienia.
- budynek bramny
- park pałacowy, z połowy XIX wieku
- oficyna.